# Ivan Kavecký
Ivan Kavecký (* 18. října 1962) je bývalý slovenský fotbalista, útočník.

## Fotbalová kariéra
Hrál za Spartak Trnava. V československé lize nastoupil v 22 utkáních a dal 3 góly. Dále hrál za FK Senica.

## Ligová bilance
| Ročník                                   | Zápasy | Góly | Klub           |
| ---------------------------------------- | ------ | ---- | -------------- |
| 1. československá fotbalová liga 1984/85 | 9      | 2    | Spartak Trnava |
| 1. československá fotbalová liga 1985/86 | 8      | 1    | Spartak Trnava |
| 1. československá fotbalová liga 1986/87 | 5      | 0    | Spartak Trnava |
| CELKEM                                   | 22     | 3    |                |